# Kasa Rolniczego Ubezpieczenia Społecznego

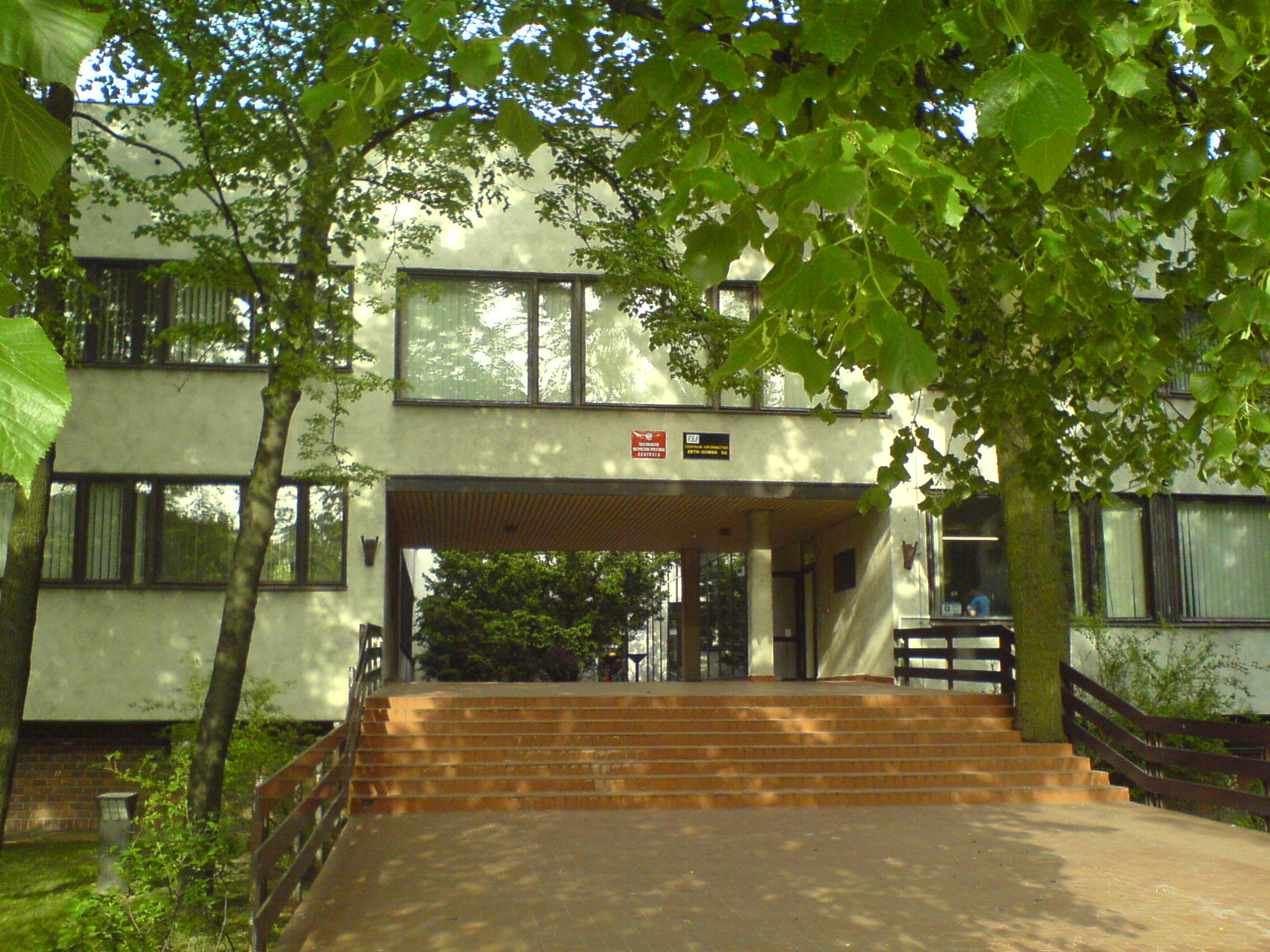
Sitz der KRUS in Warschau

Die Kasa Rolniczego Ubezpieczenia Społecznego (KRUS; deutsch: Landwirtschaftliche Sozialversicherungskasse) ist die Sozialversicherungsgesellschaft für Landwirte in Polen. Die Zentrale befindet sich in Warschau, weiterhin gibt es 279 Niederlassungen, die aufgrund eines vom Sejm 1990 verabschiedeten Gesetzes geschaffen wurde.
Die von ihr an Landwirte, ihre Ehepartner und Mitarbeiter ausgezahlten Renten und Berufsunfähigkeitsrenten werden zu einem großen Teil staatlich bezuschusst (15 Mrd. Złoty im Jahr 2007), weshalb KRUS-Versicherte im Vergleich zu ZUS-Versicherten erheblich geringere Beiträge zahlen müssen. Außerdem können sie sich bei der KRUS für Krankheit und Unfälle versichern lassen sowie Mutterschaftsgeld beanspruchen. Im Jahr 2008 zählte die KRUS 1,574 Mio. Versicherte sowie 1,456 Mio. Leistungsempfänger. Pro Quartal zahlen die KRUS-Versicherten 203 Złoty bzw. 56 Euro Renten- und Berufsunfähigkeitsrentenversicherung und 90 Zloty bzw. 21 Euro Krankheits-, Unfall- und Mutterschaftsversicherung – unabhängig von ihrem Einkommen (Stand: Oktober 2009). Die 203 Złoty entsprechen 30 % der der seit 1. März 2009 geltenden Grundrente von 675,10 PLN (159 Euro). Alle anderen Arbeitnehmer müssen an den ZUS lohnabhängige Beiträge von 850 PLN im Monat abführen. Sie kommen damit für die Versicherung der Bauern mit auf, was sozialen Unfrieden stiftet. Als dieses Privileg eingeführt wurde, war die polnische Bauernschaft extrem arm und einkommensschwach. Durch EU-Erweiterung, Exportboom und Modernisierung gibt es inzwischen schon zahlreiche normal verdienende und sogar einige sehr wohlhabende Landwirte, so dass selbst der Bürgerrechtsbeauftragte die verfassungswidrige Ungleichbehandlung von Versicherten beanstandet.
Die KRUS ist Mitglied der International Social Security Association (ISSA) und arbeitet mit bei der International Association of Agricultural Medicine and Rural Health (IAAMRH) zusammen. Ferner unterhält sie Kontakte zum Bundesverband der Landwirtschaftlichen Berufsgenossenschaften in Deutschland und mit der österreichischen Sozialversicherungsanstalt der Bauern.

## Leiter der KRUS
Jacek Dubiński (bis 2008)
Roman Kwasnicki (im September 2008 entlassen, Vorwürfe: Nepotismus und Misswirtschaft)
Henryk Smolarz (PSL-Mitglied, 39 Jahre, seit 11. Oktober 2008, war Sejm-Abgeordneter in der V. Kadenz)

## Reform der KRUS
Die Regierung hat am 24. April 2009 das Gesetz über die Sozialversicherung der Landwirte geändert. Ab 1. Oktober 2009 gelten neue Sätze für die Renten- und Berufsunfähigkeitsversicherung in Abhängigkeit von der Größe des landwirtschaftlichen Betriebes. Statt 203 Złoty im Quartal müssen Bauern mit weniger als 50 ha Anbaufläche 68 Złoty Renten- und Berufsunfähigkeitsversicherung im Monat abführen. Von 50 bis 100 Hektar Land sind monatlich 149 Złoty fällig, von 100 bis 150 Hektar 230 Złoty und ab 300 Hektar 392 Złoty (Höchstbetrag). Für den Ehepartner sind mindestens 136 Złoty und maximal 460 Złoty abzuführen, sofern dieser neben der Landwirtschaft noch einer anderen Erwerbstätigkeit nachgeht. Ab Juli 2010 soll eine zweite, vom Umsatz abhängige Abgabe dazukommen, die von einigen Złoty bis maximal 388 Złoty betragen würde. Bei der Berechnung will man neben den erzielten Einkünften auch die EU-Hilfen für den jeweiligen Landwirtschaftsbetrieb berücksichtigen. Der Staat würde nur noch denen helfen, die ihre Sozialversicherungsbeiträge nicht selbst aufbringen können. 1,43 von den 1,58 Mio. KRUS-Versicherten erzielen jährlich ein Einkommen von 6 Europäischen Größeneinheiten (EGE; englisch ESU), und bei 24.000 Landwirten sind es über 16 EGE pro Jahr. Eine EGE entspricht einem Standarddeckungsbeitrag (SDB) von 1200 Euro.

## Anrufung des Verfassungsgerichts
Der Arbeitgeberverband Business Centre Club (BCC) möchte, dass das Verfassungsgericht untersucht, ob die Sozialabgaben der Landwirte, die an die KRUS abgeführt werden, verfassungskonform sind. Sie erhalten seiner Meinung nach vom Staat zu viel Hilfe. „Dadurch werden Unternehmer, die nicht im Agrargeschäft sind, diskriminiert“, sagt BCC-Vizechef Arkadiusz Protas. Während jeder Selbständige z. B. im September 2009 unabhängig vom Einkommen mindestens 850 Złoty (unter anderem Gesundheits-, Renten- und Berufsunfähigkeits-, Arbeitslosen-Versicherung) zahlen musste, brauchten selbst Landwirte, die Millionen an Fördergeldern kassieren und in Agrar-Großbetrieben Zigtausende verdienen, im Vierteljahr nur 203 Złoty abzuführen. Dem BCC liegt der Bericht „Die Notwendigkeit, Agrarbetriebe dem System der öffentlichen Finanzen anzugliedern“ vor, den Wissenschaftler der Warschauer Handelshochschule SGH verfasst haben. Darin heißt es, dass keine Art der wirtschaftlichen Tätigkeit und kein Unternehmen (selbst nicht das kleinste und ärmste) das Privileg besitzt, dass es ein Vielfaches der Summe beanspruchen kann, welche es in den Staatshaushalt einzahlt. „2007 machten die Zuzahlungen für die Landwirtschaft für Interventionskäufe zusammen mit den Gesundheits- und Rentenversicherungen 14,6 % des polnischen Staatshaushalts aus (2005 waren es 15,2 %)“, errechnete Professorin Katarzyna Duczkowska-Malysz. „Der Anteil der Steuern und anderer Haushaltseinnahmen aus der Landwirtschaft, von Interventionsmärkten und aus der Dorfentwicklung am Staatshaushalt betrug lediglich 1,7 %. Im Jahr 2008 liegen die Ausgaben für Landwirtschaft, Dorfentwicklung und Agrarmärkte zusammen mit den Budgets der Woiwodschaften und Zielreserven (ohne EU-Mittel) real (unter Berücksichtigung der Inflation) 38 % über dem Wert von 2007.“ Die Bauern haben noch ein weiteres Privileg: Sie brauchen keine Einkommensteuer zu zahlen. Duczkowska-Malysz: Selbst wenn man davon ausgehe, dass 1,5 Mio. Agrarbetriebe (61 %) jährlich weniger als 18.000 Złoty einnehmen (Zahlen vom Statistikamt GUS), so muss man für solche außerhalb der Landwirtschaft erzielte Einnahmen normal Steuern und Sozialabgaben abführen. Die Arbeitsproduktivität in der polnischen Landwirtschaft betrage 14 %, und es gebe keine Anreize, sie anzuheben.